# Gheorghe Mureșan
Gheorghe Dumitru Mureșan (Tritenii de Jos, 14 febbraio 1971) è un ex cestista rumeno con cittadinanza statunitense, professionista in Francia e nella NBA.
Con i suoi 2,31 m di altezza detiene il record (a pari merito con Manute Bol sebbene Mureșan sia più alto per una questione di millimetri) di giocatore più alto nella storia dell'NBA.

## Carriera
Mureşan, nato in una famiglia povera del distretto di Cluj, giocò a livello universitario nella squadra di basket della Università di Cluj. Nella stagione 1992-93 giocò da professionista nella lega francese, attirandosi subito le simpatie dei sostenitori e l'interesse degli scout NBA.
Fu scelto dai Washington Bullets nel draft NBA 1993. Giocò nella NBA dal 1993 al 2000, prima nei Washington Bullets e poi nei New Jersey Nets. Nella stagione 1995-1996 ricevette il NBA Most Improved Player Award, con una media di 14,5 punti, 9,6 rimbalzi, 2,26 stoppate a partita e una percentuale al tiro di 58,4%, la migliore da lui registrata nella NBA. I promettenti risultati delle prime stagioni furono però vanificati da una serie di infortuni, che costrinsero Mureşan ad abbandonare la NBA nel 2000, nemmeno trentenne. Nella sua militanza nella NBA Mureşan ha messo a segno, in media, 9,8 punti, 6,4 rimbalzi, 0,5 assist a partita, con una percentuale del 57,3%.
Dopo aver lasciato la NBA, Mureşan tornò a giocare in Francia per altri tre anni, poi rientrò negli Stati Uniti e si stabilì nel New Jersey con la sua famiglia. Oltre alla pallacanestro, Mureşan ha tentato la carriera cinematografica, interpretando il ruolo del protagonista nel film My Giant del 1998 assieme a Billy Crystal. Inoltre, nel 1999, compare nel video My Name Is di Eminem. Il suo numero di maglia era il 77: un riferimento alla sua altezza di 7 piedi e 7 pollici.

## Statistiche

### NBA

#### Regular Season
| Anno      | Squadra            | PG  | PT  | MP   | TC%  | 3P% | TL%  | RP  | AP  | PRP | SP  | PP   |
| --------- | ------------------ | --- | --- | ---- | ---- | --- | ---- | --- | --- | --- | --- | ---- |
| 1993-1994 | Washington Bullets | 54  | 2   | 12,0 | 54,5 | -   | 67,6 | 3,6 | 0,3 | 0,5 | 0,9 | 5,6  |
| 1994-1995 | Washington Bullets | 73  | 58  | 23,6 | 56,0 | -   | 70,9 | 6,7 | 0,5 | 0,7 | 1,7 | 10,0 |
| 1995-1996 | Washington Bullets | 76  | 76  | 29,5 | 58,4 | 0,0 | 61,9 | 9,6 | 0,7 | 0,7 | 2,3 | 14,5 |
| 1996-1997 | Washington Bullets | 73  | 69  | 25,3 | 60,4 | -   | 61,8 | 6,6 | 0,4 | 0,6 | 1,3 | 10,6 |
| 1998-1999 | N.J. Nets          | 1   | 0   | 1,0  | 0,0  | -   | -    | 0,0 | 0,0 | 0,0 | 0,0 | 0,0  |
| 1999-2000 | N.J. Nets          | 30  | 2   | 8,9  | 45,6 | -   | 60,5 | 2,3 | 0,3 | 0,0 | 0,4 | 3,5  |
| Carriera  | Carriera           | 307 | 207 | 21,9 | 57,3 | 0,0 | 64,4 | 6,4 | 0,5 | 0,6 | 1,5 | 9,8  |

#### Playoffs
| Anno     | Squadra            | PG | PT | MP   | TC%  | 3P% | TL%  | RP  | AP  | PRP | SP  | PP  |
| -------- | ------------------ | -- | -- | ---- | ---- | --- | ---- | --- | --- | --- | --- | --- |
| 1997     | Washington Bullets | 3  | 3  | 23,3 | 44,4 | -   | 87,5 | 6,0 | 0,0 | 0,0 | 1,3 | 5,0 |
| Carriera | Carriera           | 3  | 3  | 23,3 | 44,4 | -   | 87,5 | 6,0 | 0,0 | 0,0 | 1,3 | 5,0 |

## Palmarès

### Club
- Campionato francese: 1

Pau-Orthez: 2000-01

### Individuale
- 1995-1996 NBA Most Improved Player